# Weberbauerocereus cephalomacrostibas
Weberbauerocereus cephalomacrostibas ist eine Pflanzenart aus der Gattung Weberbauerocereus in der Familie der Kakteengewächse (Cactaceae). Das Artepitheton cephalomacrostibas leitet sich von den griechischen Worten kephale für ‚Kopf‘, makros für ‚groß‘ sowie stibas für ‚Bett‘ ab und verweist auf die großen, nahe der Triebspitzen fast zusammenfließenden Areolen.

## Beschreibung
Weberbauerocereus cephalomacrostibas wächst strauchig und bildet dichte Gruppen von bis zu 2 Metern Höhe. Die zylindrischen, graugrünen Triebe erreichen Durchmesser von bis zu 10 Zentimetern. Es sind acht breite Rippen vorhanden, die quer gefurcht sind. Die darauf befindlichen auffälligen Areolen sind braun und stehen an den Triebspitzen gedrängt. Die ein bis vier sehr kräftigen Mitteldornen sind rückwärts gebogen und ineinander greifend. Sie sind dunkelbraun und vergrauen im Alter. Die Mitteldornen sind manchmal kantig und rinnig. Sie sind bis zu 12 Zentimeter lang. Die bis zu 20 Randdornen sind pfriemlich und sehr kurz.
Die trichterförmigen, weißen Blüten öffnen sich in der Nacht. Sie werden bis zu 12 Zentimeter lang und erreichen Durchmesser von 10 Zentimeter. Die kugelförmigen bis länglichen Früchte sind rötlich bis gelblich orange.

## Verbreitung und Systematik
Weberbauerocereus cephalomacrostibas ist in der peruanischen Region Arequipa in höheren Berglagen entlang der Küste verbreitet.
Die Erstbeschreibung als Cereus cephalomacrostibas durch Erich Werdermann und Curt Backeberg wurde 1931 veröffentlicht. Friedrich Ritter stellte die Art 1981 in die Gattung Weberbauerocereus. Weitere nomenklatorische Synonyme sind Trichocereus cephalomacrostibas (Werderm. & Backeb.) Backeb. (1936), Echinopsis cephalomacrostibas (Werderm. & Backeb.) H.Friedrich & G.D.Rowley (1974) und Haageocereus cephalomacrostibas (Werderm. & Backeb.) P.V.Heath (1995).

## Nachweise